# Комуникасьонес (футбольный клуб)
«Комуникасьонес» — гватемальский футбольный клуб из столицы страны, города Гватемала, в настоящий момент выступает в Лиге Насиональ, сильнейшем дивизионе Гватемалы.

## История
Клуб основан в 1949 году, домашние матчи проводит на стадионе «Матео Флорес», вмещающем 30 000 зрителей. «Комуникасьонес» самый титулованый клуб Гватемалы, и один из наиболее титулованных клубов в КОНКАКАФ.

## Достижения
- Чемпионат Гватемалы по футболу: 
  - Чемпион (32): 1956, 1957—58, 1959—60, 1968—69, 1970—71, 1971, 1972, 1977, 1979—80, 1981, 1982, 1985—86, 1990—91, 1994—95, 1996—97, 1997—98, 1998—99, 1999—00 Апертура, 2000—01 Клаусура, 2002—03 Апертура, 2002—03 Клаусура, Апертура 2008, Апертура 2010, Клаусура 2011, Апертура 2012, Клаусура 2013, Апертура 2013, Клаусура 2014, Апертура 2014, Клаусура 2015, Клаусура 2022, Апертура 2023
  - Вице-чемпион (23).
- Лига чемпионов КОНКАКАФ: 
  - Чемпион (1): 1978.
  - Финалист (2): 1962, 1969.
- Кубок обладателей кубков КОНКАКАФ: 
  - Финалист (1): 1991.
- Лига КОНКАКАФ:
  - Чемпион (1): 2021.